# Tricentroscelis protrusifrons
Tricentroscelis protrusifrons är en fjärilsart som beskrevs av Louis Beethoven Prout 1916. Tricentroscelis protrusifrons ingår i släktet Tricentroscelis och familjen mätare. Inga underarter finns listade i Catalogue of Life.